# バラバラ殺人
バラバラ殺人（バラバラさつじん）は、死体を部位ごとに分割したり、分割した死体の一部を圧壊する、殺人と死体損壊の一般的呼称であり、動機によっては猟奇殺人に分類されることがある。

## 概要
殺害後に死体を分割する事件が多いとされる。
死体を分割し、運搬する作業には相当の時間と労力を要するが、それにもかかわらず分割するのは、犯行を隠蔽する目的がある他、中には相手に対する憎しみにより、死体をバラバラにすることもある（練馬一家5人殺害事件など）。また、食人のために死体を分割するケースもある（東京・埼玉連続幼女誘拐殺人事件など）。欧米では、バラバラ殺人は精神異常者の快楽殺人とみなされるケースが多い。
被害者の身元が判明すると、犯人が容易に想像されてしまうからだとする考え方もある。裏を返せば、死体の身元を特定することで犯人の特定・逮捕は容易ともいえる。

## バラバラ殺人のタイプ
怨恨、食人目的のケース以外でのバラバラ殺人の犯行パターンは、大きく 「廃棄・隠蔽型」「公開・挑戦型」「制裁・見せしめ型」 の3つに分けられる。

### 廃棄・隠蔽型
殺人自体の隠蔽、時間稼ぎ
死体が存在しなければ、殺人自体も発覚しない（ただし、バラバラにしなくとも隠蔽は可能である）。
死体が発見されなければ、被害者は行方不明者か家出人の扱いとなり、即座に殺人事件と断定されないため、証拠隠滅や逃走の時間稼ぎができる。
遺体の隠蔽の容易
隠す際にも、大きなスペースを取らず、個々に分けて隠せる。人間の形をしていないことから、気づかれにくいこともある。
死体の廃棄処理
死体を細切れにすることで、下水やトイレなどに流し証拠隠滅を目論んだ事件も実在した（江東マンション神隠し殺人事件など）。または山林に遺棄し、野生の熊や犬などに食べさせることで隠蔽することもできる。
運搬の容易
死体を隠したり、別の場所で処理をするために、普通の体では出入りできない狭い所を通したり、軽量化して運搬を容易にする。
人物誤認
首を落としたり、指などを切断し、別途に廃棄処理することで被害者の身元の特定を遅らせる。
殺害方法の隠蔽
致命打の原因になった箇所を切断することで、死因の特定を困難にする。

### 公開・挑戦型
捜査機関（警察など）への挑戦
警察などの国家機関への挑戦。
異常性のアピール
遺体の一部を、わざと人目につきやすい場所へ晒すことによって、異常性を際立たせる。
加工・展示
精神異常者が、死体を用いて別の物を作る材料にする際、バラバラにすることもある。

### 制裁・見せしめ型
犯罪組織による制裁
マフィア・暴力団・過激派組織などが、組織にとっての邪魔者や、組織への裏切りを行った者に対する制裁。
周囲への見せしめ
復讐相手への見せしめ、制裁を行ったことを周囲へアピール。

## バラバラ殺人と日本国法
日本の刑法上、死体を分割することは死体損壊罪（3年以下の懲役）であるとともに、死体遺棄罪（3年以下の懲役）も適用される。
すなわち、バラバラ殺人は殺人事件であるとともに死体損壊・遺棄事件でもあり、警察の発表では「殺人・死体損壊事件」となる。

## 日本における事例
日本におけるバラバラ殺人の先駆けは、1919年に発生した鈴弁殺し事件である。東大農学部卒の農商務省技師が、株式投資の失敗による借金を返済するため、外米商に特別待遇すると嘘をついて現金を要求していたが、特別待遇を執拗に迫られたのでバットで撲殺し、金のこぎりで遺体をバラバラに切断してトランクに詰め、信濃川に流したという事件で、犯人は後に死刑となった。また翌1920年に大阪で発生した六反池殺人事件の加害者は、鈴弁殺し事件を参考にしたと供述し、後に死刑となった。
「バラバラ殺人」という言葉が使われた最初の事件は、1932年に発生した玉の井バラバラ殺人事件である。同事件の報道で初めてマスコミ（東京朝日新聞）によって用いられ、その語感から状況が想像しやすいことや、名称としてインパクトがあることから、以降も一般的に用いられるようになった。
1994年4月23日に東京都三鷹市で発生した井の頭公園バラバラ殺人事件は、被害者の身元を特定されにくくした点で特異であった。公園のゴミ箱から発見された遺体は、頭部がなく27個の部品に均一に切断され、指紋は削り取られ、血液も完全に抜かれていた。2009年、未解決のまま公訴時効を迎えた。
また、1994年は、バラバラ殺人事件がこの井の頭公園事件の他に、福岡美容師バラバラ殺人事件など年間十数件と多発した。
2006年12月15日に新宿駅近くの路上で不動産投資信託会社社員の男性の胴体部分が発見されたのを始め、バラバラ殺人事件が発生している。

## 日本国内の事件

### 1900年代
- 1919年 - 鈴弁殺し事件
- 1920年 - 六反池殺人事件[2]
- 1932年 - 首なし娘事件
- 1932年 - 玉の井バラバラ殺人事件
- 1934年 - 隅田川コマ切れ殺人事件
- 1948年 - 西多摩妻子バラバラ殺人事件[3]
- 1952年 - 荒川放水路バラバラ殺人事件
- 1954年 - 人違いバラバラ殺人事件
- 1955年 - 大西克巳事件
- 1957年 - 少年誘拐ホルマリン漬け事件
- 1959年 - 千住バラバラ事件
- 1960年 - 母親バラバラ殺人事件
- 1965年 - アムステルダム日本人駐在員バラバラ殺人事件
- 1967年 - 銀座の女王バラバラ殺人事件
- 1971-1972年 - 山岳ベース事件
- 1972年 - 亭主バラバラ殺人事件
- 1976年 - 夫の不倫相手バラバラ殺人事件
- 1978年 - 手首ラーメン事件
- 1979年 - 北九州市病院長殺害事件
- 1980年 - 代議士元秘書愛人バラバラ殺人事件
- 1983年 - 練馬一家5人殺害事件
- 1985年 - 函館妻バラバラ殺人事件
- 1986年 - 人肉スライス事件
- 1987年 - 藤沢悪魔払いバラバラ殺人事件
- 1988年 - 篠崎ポンプ所女性バラバラ身元不明殺人事件
- 1988-1989年 - 東京・埼玉連続幼女誘拐殺人事件 (宮崎事件)
- 1989-1995年 - オウム真理教事件[4]
- 1993年 - 埼玉愛犬家連続殺人事件
- 1994年 - 福岡美容師バラバラ殺人事件
- 1994年 - 井の頭公園バラバラ殺人事件
- 1985年-1994年 - 大阪連続バラバラ殺人事件
- 1995年 - 下関男性バラバラ殺人事件
- 1997年 - 神戸連続児童殺傷事件
- 1997年 - 交野夫バラバラ殺人事件[5]

### 2000年代
- 2002年 - 北九州連続監禁殺人事件
- 2003年 - 東京・山梨連続リンチ殺人事件
- 2005年 - 姫路2女性殺害事件
- 2006年 - 新宿・渋谷エリートバラバラ殺人事件
- 2007年 - 渋谷区短大生切断遺体事件
- 2007年 - 会津若松母親殺害事件
- 2008年 - お台場フィリピン人バラバラ殺人事件
- 2008年 - 琵琶湖バラバラ殺人事件（捜査特別報奨金対象事件）
- 2008年 - 江東マンション神隠し殺人事件
- 2008年 - 千葉港女性バラバラ殺人事件
- 2008年 - 沖縄大宜味村切断遺体事件
- 2009年 - 横浜港バラバラ殺人事件
- 2009年 - 那須烏山銃撃事件
- 2009年 - 島根女子大生死体遺棄事件（捜査特別報奨金対象事件）
- 2009年 - 金沢韓国人女性殺害事件
- 2009年 - 浅草カレー事件
- 2010年 - 福岡OLバラバラ殺人事件
- 2011年 - 岡山元同僚女性バラバラ殺人事件
- 2011年 - 一斗缶事件
- 2014年 - 佐世保女子高生殺害事件
- 2014年 - 神戸小1女児殺害事件
- 2016年 - 碑文谷公園バラバラ殺人事件
- 2016年 - 酒々井町バラバラ殺人事件
- 2016年 - 浜名湖連続殺人事件
- 2017年 - 座間9人殺害事件
- 2020年 - 那須町女性死体遺棄事件
- 2022年 - 日光市長畑バラバラ死体遺棄事件
- 2023年 - すすきのホテル殺人事件
- 2025年 - 東大阪市国交省職員バラバラ殺人事件

## 日本国外の事件

### 1800年代
- 1849年 - パークマン＝ウェブスター殺人事件 (アメリカ合衆国)
- 1889年 - ピンチン・ストリートでの胴体遺体発見 (イギリス)

### 1900年代
- 1947年 - ブラック・ダリア事件 (アメリカ合衆国)
- 1957年 - エド・ゲインによる雑貨店経営者殺害 (アメリカ合衆国)
- 1958年 - 浦添乳房切り取り殺人事件（アメリカ統治下の沖縄）
- 1978年 - 1991年 - ジェフリー・ダーマーによる連続殺人 (アメリカ合衆国)
- 1981年 - パリ人肉事件 (フランス)
- 1985年 - 八仙飯店一家殺害事件 (マカオ)
- 1986年 - ピル治験女性バラバラ殺人事件 (デンマーク)
- 1986年 - ヘラ・クラフツ殺害事件 (アメリカ合衆国)
- 1987年 - ゲイリー・ハイドニックによる殺人 (アメリカ合衆国)
- 1992年 - 1999年 - ルイス・ガラビートによる連続殺人 (コロンビア)
- 1996年 - 南京大学バラバラ殺人事件 (中華人民共和国)
- 1997年 - ペルー早稲田大学探検部員殺害事件 (ペルー)
- 1999年 - ハローキティ殺人事件 (香港)

### 2000年代
- 2004年 - イラク韓国人会社員殺害事件 (イラク)
- 2004年 - イラク日本人青年殺害事件 (イラク)
- 2012年 - 水原バラバラ殺人事件 (大韓民国)
- 2017年 - スウェーデン人女性ジャーナリストバラバラ殺人事件 (デンマーク)
- 2023年 - 香港モデルバラバラ殺人事件(香港)

## 関連書籍
- 作田明『なぜ、バラバラ殺人事件は起きるのか？』（辰巳出版、2007年4月25日発売、ISBN 9784777803682）